# Bandera del estado Delta Amacuro
La bandera del Estado Delta Amacuro (Venezuela) fue establecida oficialmente el 14 de octubre de 2004 por el Consejo Legislativo del Estado Delta Amacuro con motivo de la reforma parcial de la Ley de Símbolos del estado. Fue ideada por María Marcano Valderrey, nativa de Capure (municipio Pedernales), resultando ganadora de un concurso organizado al efecto por el Gobierno del Estado realizado el 14 de septiembre de 2004.

## Descripción
La bandera del estado Delta Amacuro está formada por tres franjas horizontales; la superior de color azul celeste con cuatro estrellas blancas en arco semicircular, la central de color verde y más angosta que las otras dos y finalmente la inferior de color azul puro. Posee un triángulo al asta de color azul y con el mapa del estado en color verde. El significado de dichos elementos es:
Franja superior: representa el cielo que cubre la esperanza de los deltanos y protege las aspiraciones de los habitantes de la región, la fuerza inspiradora para elevar su espíritu y para superar las dificultades que pueden limitar el desarrollo armónico que el Estado merece. Las estrellas simbolizan los cuatro municipios que conforman el Estado y son de color blanco para recordar la paz, la armonía, la tranquilidad espiritual y la bonanza necesarias para el bienestar de la comunidad de los deltanos.
Franja central: el color verde alude a la vegetación, los recursos forestales, la conservación de la flora y del delicado ecosistema regional. Representa también la producción agrícola.
Franja inferior: representa la extraordinaria extensión hidrográfica del Estado: sus múltiples vías fluviales y el volumen de los numerosos ramales que el Padre río, el Orinoco, desparrama con sus innumerables brazos por encima de la región.
El triángulo al asta recuerda el Delta del Orinoco a través del cual este majestuoso río vierte sus aguas en el Océano Atlántico a través de un sinnúmero de canales y brazos y simboliza la cuarta letra del alfabeto griego, que alude correctamente el nombre del Estado también representada a través de su perfil territorial.